# Mind Sports Organisation
La Mind Sports Organisation (MSO) è una associazione che promuove la pratica agonistica dei giochi di abilità mentale (sport della mente). Dal 1997 organizza annualmente in Inghilterra le Mind Sports Olympiad. Oltre all'evento principale (sempre in Inghilterra, in genere a Londra), ha appoggiato eventi simili anche in altri luoghi.

## Mind Sports Olympiad
Le prime Mind Sports Olympiad si sono tenute a Londra presso la Royal Festival Hall nel 1997. Hanno riunito un numero senza precedenti di giochi di strategia e di eventi. William Hartston, su The Independent ha scritto "La più grande festa di giochi che abbia toccato queste sponde (e forse anche tutte le altre)".
Le prime MSO, oltre ad un grande numero di giochi, hanno introdotto due nuovi eventi originali, il Pentamind e il Decamentathlon, in parallelo alle competizioni sportive multidisciplinari  (pentathlon moderno e decathlon). L'ambizione era quella di creare le Olimpiadi della mente.
Le MSO si sono svolte di nuovo a Londra sia nel 1998 che nel 1999. Nel 2000, nonostante la separazione tra gli organizzatori, l'evento si è tenuto presso l'Alexandra Palace e ha avuto comunque un buon riscontro.
In quel periodo si svolgevano numerosi eventi satellite che portavano il nome delle MSO: a Cambridge, in Corea del Sud, a Milano e a Praga.
Negli anni successivi l'evento principale delle MSO è continuato senza sponsor, in diverse sedi universitarie e tra il 2001 e il 2006 ha comunque avuto un discreto successo. Nel 2004 comprendeva una serie di eventi per le scuole, con competizioni e attività di Scacchi, Go, quiz e giochi di abilità mentale. Nel 2007 si è ridimensionato in una sede molto più piccola nella cittadina di Potters Bar (vicino a Londra), a causa della mancanza di sponsor e pubblicità. Nel 2008 e 2009 le MSO hanno visto finalmente una rinascita, tornando in una sede in centro a Londra, le Royal Horticultural Halls. L'edizione 2010 si è tenuta sempre a Londra, al Soho theatre. Nel 2011, si sono trasferite in una sede più grande, la University of London Union. L'edizione 2012 si svolgerà nella stessa sede, tra il 18 e 27 agosto.
Negli ultimi anni, le MSO sono cresciute sia grazie agli eventi satellite, che grazie all'evento principale di Londra, con quasi 800 iscritti nel 2011. Sono un evento davvero internazionale, e infatti gli ultimi vincitori (laureatisi Campioni del Mondo di Pentamind) sono stati lo spagnolo Paco Garcia De La Banda (nel 2010) e l'estone Andres Kuusk (nel 2011). Nel febbraio 2012 la rivista di scacchi più letta in tutto il mondo, Chess Life, ha pubblicato un articolo sulle MSO 2011 riguardante l'inaugurazione della disciplina del Diving Chess ("Scacchi subacquei").

## Sedi
Le Mind Sports Olympiad sono dal 1997 un evento annuale che si è svolto presso le seguenti sedi in Inghilterra:
- 1997 Royal Festival Hall, Londra[4]
- 1998 Novotel Hotel, Hammersmith[16]
- 1999 Kensington Olympia, Londra[17]
- 2000 Alexandra Palace, Londra[7]
- 2001 South Bank University, Londra
- 2002 Loughborough University, Loughborough
- 2003 Manchester University, Manchester[18]
- 2004 Manchester University, Manchester[19]
- 2005 Manchester University, Manchester[20]
- 2006 Università di Westminster, Londra
- 2007 Potters Bar[11]
- 2008 Royal Horticultural Halls, Londra
- 2009 Royal Horticultural Halls, Londra[21]
- 2010 Soho Theatre, Londra[22]
- 2011 University of London Union, Londra.[23]
- 2012 University of London Union, Londra.[24]

## I giochi alle MSO
Le MSO consistono principalmente in tornei di varie discipline, molti dei quali assegnano il titolo di Campione Olimpico, mentre alcuni sono ufficialmente Campionati del Mondo. Tutti i tornei sono validi per concorrere al Pentamind e assegnano medaglie (o trofei) per le prime posizioni (oro, argento, bronzo); ci sono premi anche per il migliore giocatore più giovane. Durante le prime edizioni gli sponsor concedevano  per svariate discipline generosi premi in denaro. Recentemente questi premi sono limitati a pochi tornei.
I giochi principali sono Scacchi, Bridge, Dama, Shōgi, Backgammon,  Scacchi cinesi (Xiang-Qi), Othello, Poker, Cribbage, Mastermind. E tra i giochi più recenti abbiamo Abalone, Bōku, Continuo, Entropy, Kamisado, Lines of Action (LOA), Pacru, Twixt
Nel Decamentathlon i giocatori competono su 10 diversi sport della mente, tra cui sono fisse: memoria, calcolo mentale, IQ, Scacchi, Go, Othello, dama, e pensiero creativo, mentre le restanti due discipline sono cambiate negli anni e provengono dalla seguente lista: Bridge, Backgammon, Mastermind, e più recentemente il Sudoku.
Nel 2008 le MSO hanno introdotto il campionato mondiale di Giochi astratti.

## Pentamind
Si tratta di uno dei concetti più originali delle Mind Sports Olympiad, un tentativo, assieme al Decamentathlon, di realizzare qualcosa per gli "all-rounders", i giocatori più eclettici. A differenza del formato fisso del decamentathlon, il pentamind ha molto poco di prefissato. Il campione di Pentamind è il giocatore con il punteggio più alto accumulato in 5 discipline valide e diverse fra loro. 
Questo viene calcolato usando la formula 100 x (n - p) / (n - 1), dove n è il numero dei giocatori e p la posizione dei giocatori in quel torneo. La posizione è la posizione prima dei tie-break e qualsiasi pareggio a è diviso tra tutti i giocatori che hanno fatto lo stesso punteggio. Se ci sono meno di 10 giocatori in un torneo, il punteggio viene ridotto moltiplicando per un fattore secondario [p / (p + 1)].

## Organizzazione
Nel 1997, agli inizi delle MSO, gli organizzatori erano David Levy, Tony Buzan, e Raymond Keene, e tra questi David Levy ne era il fondatore originale dal punto di vista concettuale. Attualmente (2012) gli organizzatori sono David Levy, Tony Corfe e Etan Ilfeld. Le Mind Sports Olympiad sono gestite da MSO Limited, registrata nel Regno Unito.

## Campioni mondiali di Pentamind
Questa disciplina è stata vinta cinque volte da Demis Hassabis.
- 1997:  Kenneth J. Wilshire (Galles)[30]
- 1998:  Demis Hassabis (Inghilterra)
- 1999:  Demis Hassabis (Inghilterra)
- 2000:  Demis Hassabis (Inghilterra)
- 2001:  Demis Hassabis (Inghilterra)
- 2002:  Dario De Toffoli (Italia)
- 2003:  Demis Hassabis (Inghilterra)
- 2004:  Alain S. Inghilterra(Sud Africa)
- 2005:  Tim Hebbes (Inghilterra)
- 2006:  Jan Stastna (Repubblica Ceca)
- 2007:  David M. Pearce (Inghilterra)
- 2008:  David M. Pearce (Inghilterra)
- 2009:  Martyn Hamer (Inghilterra)[31]
- 2010:  Paco Garcia De La Banda (Spagna)[32]
- 2011:  Andres Kuusk (Estonia)[33]
- 2012:  Dario De Toffoli (Italia)
- 2013:  Ankush Khandelwal (Inghilterra) et  Andres Kuusk (Estonia)
- 2014:  Andres Kuusk (Estonia)
- 2015:  James Heppell (Inghilterra)
- 2016:  Andres Kuusk (Estonia)
- 2017:  James Heppell (Inghilterra)
- 2018:  Ankush Khandelwal (Inghilterra)